# Паланка
Паланка је мање утврђено насеље од палисада, које се јавило током позног османског раздобља у балканским пограничним покрајинама овог царства. Име је турског порекла.

## Порекло назива
Реч ’паланка’ је турског порекла, у значењу: паланга, полуга, брвеник. По овоме се њено значење приближава појму ’палисада’.
Поред овог објашњења, среће се и објашњење да је реч ’паланка’ италијанског порекла, од речи ’palanca’ (палисада), изведеног од латинског ’phalanx’. На ово порекло назива говори то да се назив ’паланка’ користио сам у панонским и јужнословенским деловима Османског царства.
У списима 19. века срећу се различита одређења за паланке: највеће паланке, средње паланке, најмање паланке, паланчице.

## Значење појма
Паланка може имати два значења:
- Првобитно и ређе значење: Војна постаја у виду утврђења од дрвених стубаца на важним саобраћајним правцима Османског царства, посебно у пограничним деловима царства до Угарске (Босна, Србија, Македонија). Само утврђење било је од дрвене грађе, заштићено са спољашње стране прокопаним ровом и земљаним насипом. Основна улога првобитне паланке је била војно-стратешка, док је веза са непосредним окружењем била небитна;
- Касније развијено и чешће значење: У каснијем раздобљу значајан број паланки, будући смештен на прометним местима, добија уз утврђење и одлике омањег трговачког насеља, попут варошице. Прво је су дате делатности и садржаји били намењени путујућим трговцима, да би се касније почели везивати и за опслужење сеоског окружења. Ово значење је данас много раширеније у српском језику.

## Историјат

### Раније раздобље
На граничном простору Османског царства, паланка се јавља као тврђава величине квадрата страница 100—150 m. Спољни зид је обично био од дрвених стубаца (зидови у виду палисада), ређе од камена.
Паланка је такође служила као заштита мањег, привременог или трајног војног логора. Она је нека врста крајишкога каструма. Понекад паланка уз већу утврду штити помоћне објекте, штале с коњима и складишта с опремом.
Паланка је правилне основе, скоро увек правоугаоног облика. Састоји од високе и чврсте палисадне ограде. Тај јаки дрвени плот био је међусобно повезан плетером, шибљем, а с унутрашње му је стране насута и набијена земља. С спољашње је стране приступ таквој огради бранио прокопани заштитни јарак, а уз њега му је споља подигнут још један земљани насип и на њему заштитна ограда. На угловима тако затвореног брањеног простора понекад су биле подигнуте дрвене куле, заправо чардаци као придодани елемент одбране и заштите. Такви су чардаци штитили и главни улаз у паланку. Понекад су се подизали и уоколо паланке као врста предстраже, да би продубили сигурносни простор заштићеног насеља или војног логора.
Паланка је на пограничном простору штитила незаштићено становништво, некакав збег народа, део војних посада на изложеним положајима или пак помоћне чете које нису могле стати у брањени простор главних граничних утврђења. Паланке су тако имале и део одбрамбених граничних задатака.

### Касније раздобље
Паланке су имале већи значај у 16. и 17. веку. Крајем 18. и почетком 19. века паланке губе своју првобитну намену. Неке пропадају, а неке се развијају у већа насеља, задржавајући своје изворно име. У то време оне су посебна скупина насеља, између града и касабе.
Почетком 19. века већина паланки на тлу данашње Србије била је у виду малих насеља, често мањих и од околних села, али „ушорених” и са развијеним трговинско-услужним садржајима у виду чаршије. У односу на своје „српско” окружење, паланке су биле махом насељене Турцима.
После Првог и Другог српског устанка појам паланке све више уступа месту појму варошице. Све до 1866. године званично се користио појам паланке, који је доношењем Закона о местима дате године уступио место појму варошице. Упоредо са датим, паланке које су до тада задржале чисто војну улогу, угасиле су се, док су оне са развијенијим чаршијама постале варошице и тако наставиле свој развој.
Данас је мало остало од првобитних паланки. Један од ретких примера јесте пример Беле Паланке, где је при ослобођењу 1878. године затечено утврђење, које је потом срушено. На месту некадашњег утврђења данас је квадратни блок са јавним установама и црквом.

## Насељена места са речју ’паланка’
Многа места у Србији имају у свом називу сачувану реч ’паланка’:
- Бачка Паланка
- Смедеревска Паланка
- Брза Паланка
- Бела Паланка
- Банатска Паланка
- Стара Паланка

Нека у Босни:
- Лушци Паланка

Па и у Македонији:
- Крива Паланка

Чак и у Бугарској:
- Бјала Паланка []